# IndyCar Racing
IndyCar Racing è un simulatore di guida sviluppato da Papyrus Design Group nel 1993, come seguito di Indianapolis 500: The Simulation. Il gioco contiene gli otto circuiti ufficiali dell'allora "CART IndyCar Racing", torneo automobilistico statunitense ora noto come Champ Car. È possibile aggiungere altri sette tracciati tramite una prima espansione, mentre con una seconda è possibile aggiungere quello di Indianapolis.

## Modalità di gioco
Come per il resto dei titoli Papyrus, IndyCar Racing è un simulatore di guida dotato di un modello particolarmente realistico, ed è dotato di molte opzioni per la modifica delle vetture.